# هرند
هَرَند، مرکز شهرستان هرند در استان اصفهان است که در ۲۸ کیلومتری مرکز شهرستان ورزنه واقع شده است از جنوب به شهر اژیه از شمال به شهر کوهپایه ، از شرق به روستای تاریخی قهی و از غرب به شهر ورزنه منتهی می شود.

## زبان
مردم این شهر به زبان ولاتی یا ورزنه ایی از زبان‌های ایران مرکزی از بقایای زبان پهلوی سخن می‌گویند.

## جغرافیا
ارتفاع این شهر از سطح دریا با شیب ملایمی از ۱۵۷۰متر در شمال شهر تا ۱۵۴۰ متر در جنوب شهر متغیّراست؛ و تابستانهایی گرم و خشک و زمستانهای سرد و خشک دارد. میزان بارندگی سالانه آن ۹۰ میلی‌متر و بارش برف به ندرت طی دی ماه می‌بارد. در گذشته‌ای نه چندان دور، ۱۷ رشته قنات به این شهر هویّت کشاورزی داده بود ولی به تدریج، با صنعتی شدن شهر، مردم به مشاغل صنعتی و اداری روی آوردند. این شهر دارای سه محلّهٔ تاریخی بنام‌های جول آباد، دَربه و شهیدیان (کُشته) است.

## جمعیت
براساس سرشماری عمومی نفوس و مسکن در سال ۱۳۹۵ جمعیت شهر هرند برابر با ۱۰۳۰۰ نفر (۴۳۲۱ خانوار) بوده است.

## مراکز آموزشی
- دانشگاه جامع علمی کاربردی هرند
- دانشگاه آزاد اسلامی واحد هرند
- دانشگاه پیام نور هرند
- حوزه علمیه امام هادی هرند
- تعداد ۱۶واحد دبستان - دبیرستان و هنرستان (دخترانه و پسرانه)

## مراکز مذهبی
- امامزاده اسحاق بن موسی بن جعفر هرند
- امامزاده شاهزاده حیدر هرند
- حسینیه قدس الحسین هرند
- حسینیه چهارده معصوم هرند
- حسینیه مرکزی هرند

## محصولات مشهور
- شوید
- شیرینی کماج
- شلغم

## گردشگری
دارای سومین آب انبار بزرگ دنیا و بادگیرهای قدیمی یخچال قدیمی، بازار و همچنین قنوات و برج‌های کبوتر خانه می‌باشد. مراسم سنتی عزاداری محرم نیز جزء جاذبه‌های این شهر طی دهه ابتدایی محرم است.